# Istituto superiore di studi musicali
In Italia, gli istituti superiori di studi musicali sono istituti di alta cultura parte del comparto dell'alta formazione artistica, musicale e coreutica (AFAM). Essi possono rilasciare diplomi accademici di primo livello (equipollente a laurea) e di secondo livello (equipollente a laurea magistrale). Sono stati istituiti con la riforma di riordino del settore nel 1999, ossia la Legge 21 dicembre 1999, n.508.

## Istituti superiori di studi musicali in Italia
- Istituto superiore di studi musicali della Valle d'Aosta - Aosta
- Istituto superiore di studi musicali Gaetano Donizetti - Bergamo
- Istituto superiore di studi musicali Vincenzo Bellini - Caltanissetta
- Istituto superiore di studi musicali Claudio Monteverdi - Cremona
- Istituto superiore di studi musicali Giacomo Puccini - Gallarate
- Istituto superiore di studi musicali Pietro Mascagni - Livorno
- Istituto superiore di studi musicali Luigi Boccherini - Lucca
- Istituto superiore di studi musicali Orazio Vecchi - Antonio Tonelli -Modena e Carpi
- Istituto superiore di studi musicali P. I. Tchaikovsky - Nocera Terinese
- Istituto superiore di studi musicali Franco Vittadini - Pavia
- Istituto superiore di studi musicali Giuseppe Verdi - Ravenna
- Istituto superiore di studi musicali Achille Peri - Reggio Emilia e Castelnovo ne' Monti
- Istituto superiore di studi musicali Arturo Toscanini - Ribera
- Istituto superiore di studi musicali Giovanni Lettimi - Rimini
- Istituto superiore di studi musicali Giovanni Paisiello - Taranto
- Istituto superiore di studi musicali Giulio Briccialdi - Terni